# Vodní zdroj Želivka

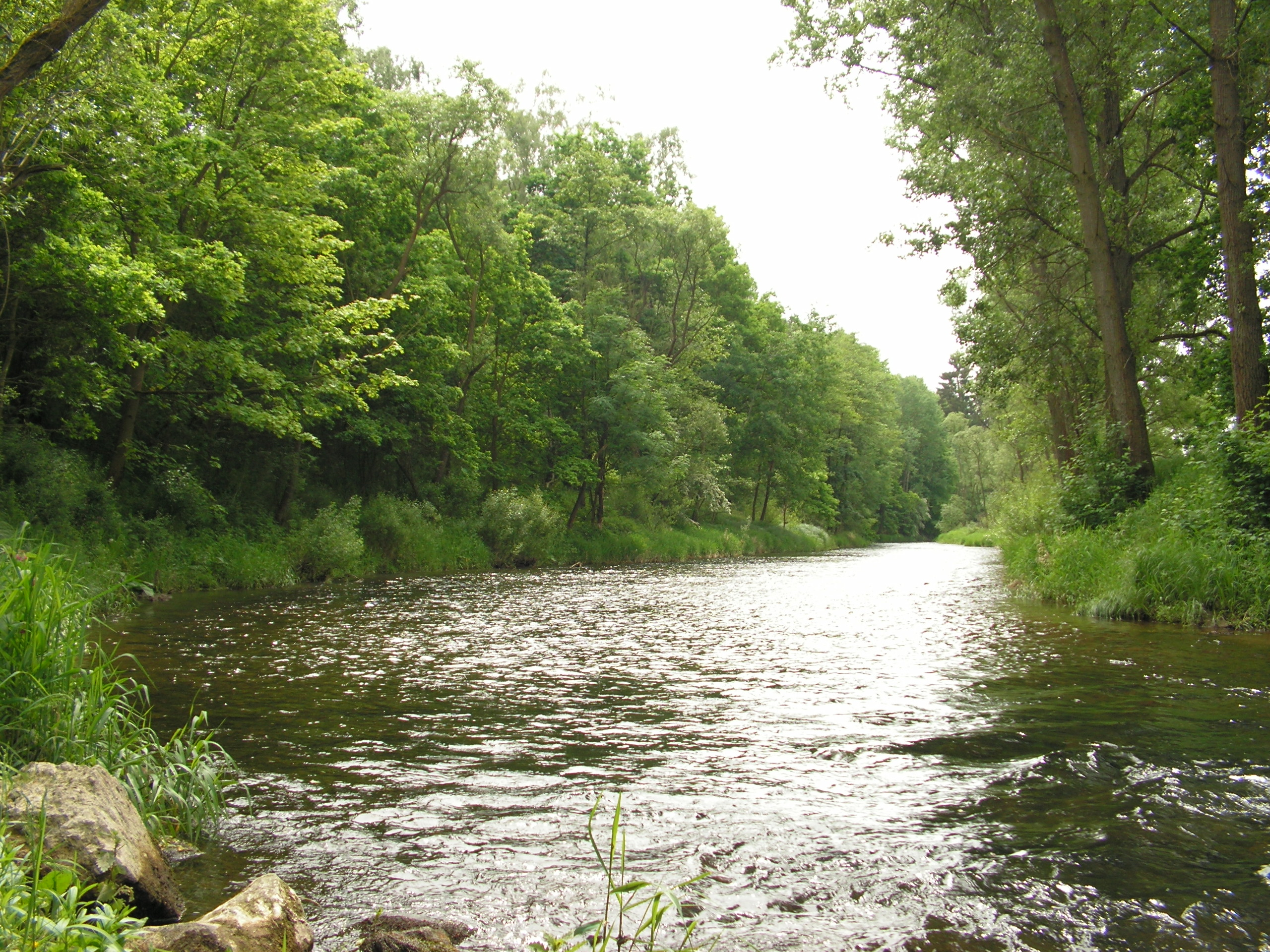
řeka Želivka

Vodní zdroj Želivka je nejvýznamnější zdroj pitné vody pro Prahu a okolí. Pitná voda se získává úpravou povrchové vody akumulované ve vodárenské nádrži Švihov.

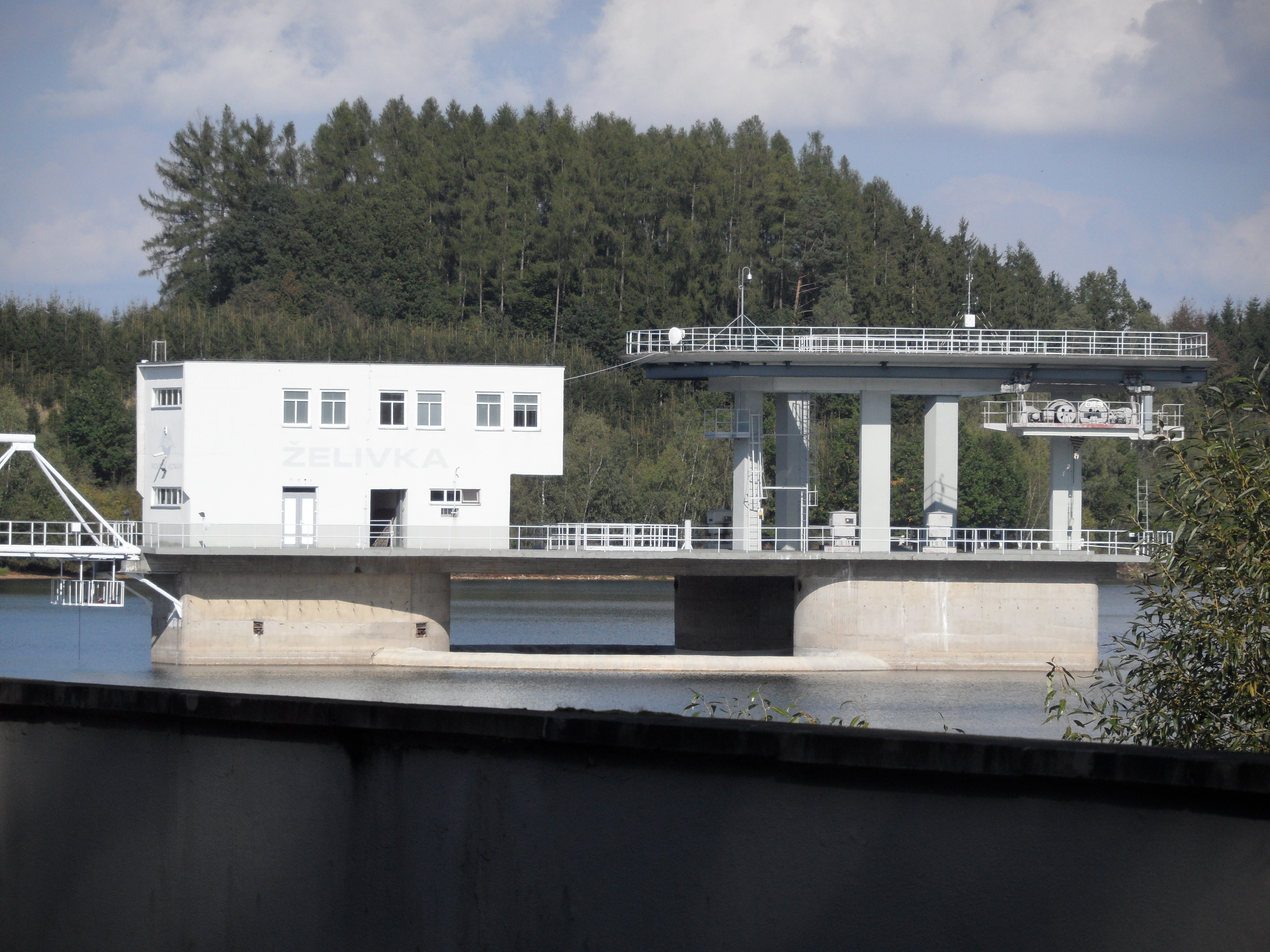
Odběrná věž

## Historie
O výstavbě přehrady na Želivce se uvažovalo již na samém začátku 40. let 20. století, hlavním cílem původně mělo být nadlepšení průtoků Vltavy a Labe (spolu s dalšími uvažovanými nádržemi na Vltavě a Berounce). Po roce 1945 se uskutečnily další geologické průzkumy a to v profilech Švihov, Borovsko, Vojslavice, Koberovice a na Trnávce, tehdy se již uvažovalo i o možnosti zásobování pitnou vodou. V roce 1953 Ředitelství vodních toků zpracovalo první studie pro profil Švihov a alternativně pro profil Borovsko.
Mezitím celková spotřeba vody v Praze výrazně narůstala, a to jak přírůstky obyvatelstva, tak zejména nárůstem spotřeby na obyvatele. Možnosti získat další pitnou vodu z podzemních zdrojů byly již téměř vyčerpány a povrchové vody ve středočeské oblasti byly na počátku 60. let 20. století již tak znečištěny, že úprava této vody na pitnou byla velmi problematická z hlediska technického, ekonomického i zdravotního.
V roce 1962 bylo zpracováno (podle předchozích studií) 6 variant přehradních profilů a různé možnosti dopravy vody do Prahy: potrubí, tunel s volnou hladinou a tlakový tunel. Již tehdy se (vzhledem k rozsahu díla) počítalo s výstavbou na etapy. Po zhodnocení variant bylo usnesením vlády z 18. září 1963 schváleno „využití Želivky jako zdroje pitné vody ... se základní koncepcí výstavby jediné nádrže u Švihova a s přívodem vody do Prahy podzemní štolou". Současně bylo rozhodnuto (pro zajištění zvýšené potřeby vody do doby dokončení alespoň 1. etapy výstavby na Želivce) rekonstruovat a rozšířit vodárnu v Káraném umělou infiltrací vody z řeky Jizery a navýšit tak její kapacitu o 900 litrů za sekundu.
Investiční úkol „Zásobení hlavního města Praha a Středočeské oblasti pitnou vodou ze Želivky", byl schválen ministrem 17. července 1964. Projekt navrhl již v 1. etapě vybudovat na konečnou kapacitu štolový přivaděč od Želivky do Jesenice u Prahy, zatímco ostatní části projektu (vodní dílo, úpravna vody v bezprostřední blízkosti, hlavní vodojem u Jesenice a hlavní rozvodný řad z Jesenice přes Prahu) se měly budovat po etapách s navyšováním kapacity až na úplné využití řeky Želivky. Současně bylo stanoveno, že z vodního díla budou zásobovány nejen Praha, ale též mnoho obcí ve středočeské oblasti (a rovněž některé obce v okresech Havlíčkův Brod a Pelhřimov), pro které nelze zajistit vodu hospodárně jiným způsobem (počet připojených obcí se postupně zvyšoval s rozšiřováním díla).
Zdroj je využíván od roku 1972 (dokončení 1. etapy), kdy byla po 7 letech dokončena vodní nádrž Švihov. Poté v souladu s investičním úkolem pokračovalo rozšiřování všech zbylých částí díla a roku 1987 byla více než dvojnásobně zvýšena jeho kapacita.

## Získávání a úprava vody

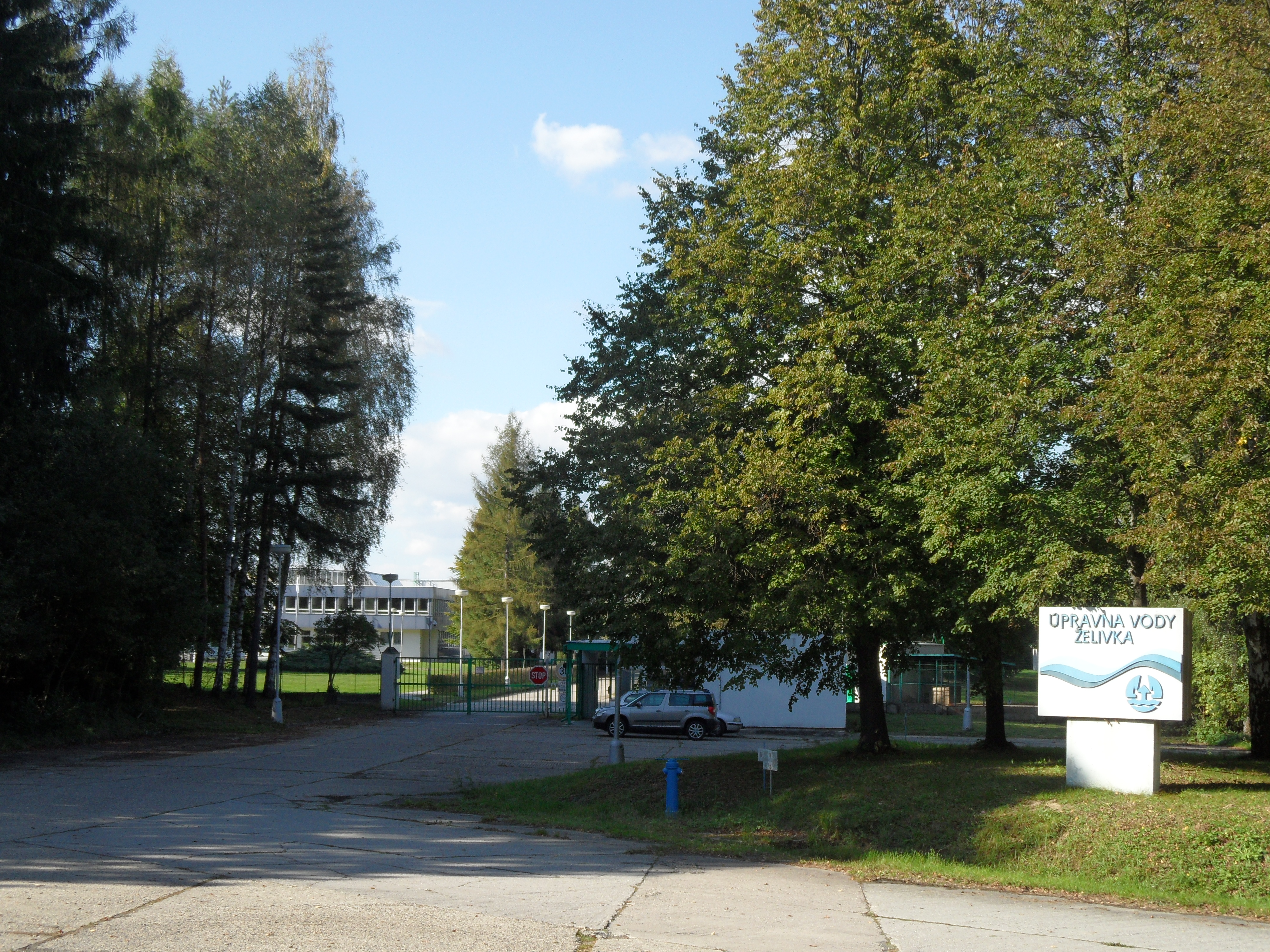
Úpravna vody Želivka: horní areál

Dvěma odběrnými věžemi se odebírá povrchová voda z nádrže a je vedena do úpravny, umístěné pod hrází. V úpravně se provádí koagulace síranem hlinitým, následně se voda upravuje na rychlofiltrech. Podle aktuálního složení se také příslušně chemicky upravuje. Doúprava probíhá ozonizací, vápenným hydrátem a plynným chlórem. Průměrné množství odebrané vody v současné době činí 3100 l·s−1, maximální výkon úpravny je až 6900 l·s−1.

## Rozvod

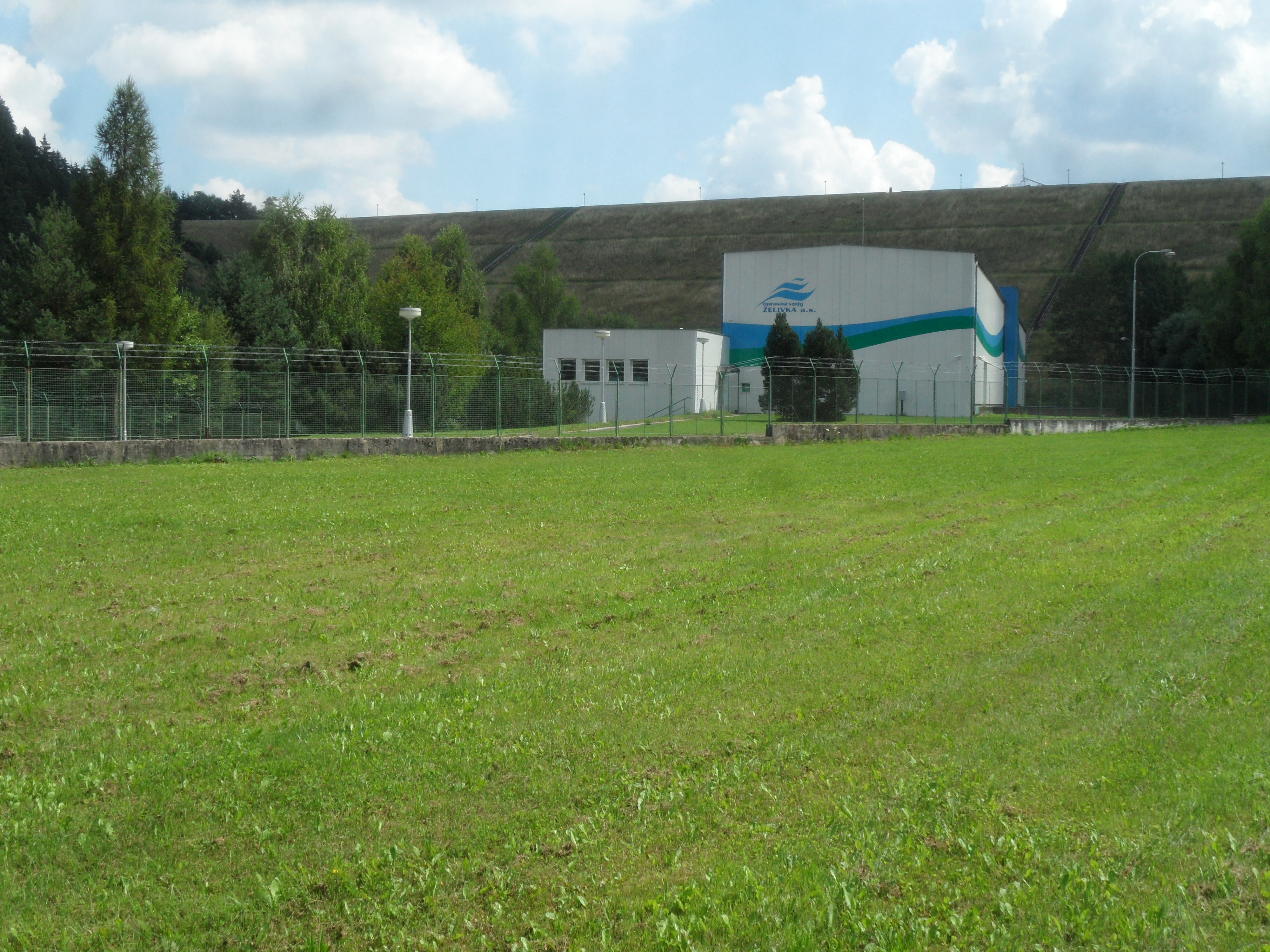
Úpravna vody Želivka: budova pod hrází

Z úpravny u vodní nádrže Švihov voda odtéká gravitačně štolovým přivaděčem Tunel Želivka o průměru 2,6 m, který je dlouhý 52 km (a je tak jedním z nejdelších tunelů světa) a končí v Jesenici. Odtamtud pokračují vodovodní řady, které rozvádějí vodu po Praze a okolí (Berounsko, Kladensko, Roztoky u Prahy a další). Na štolový přivaděč je napojen Benešov a okolní obce. Celý vodovodní systém se označuje jako středočeská vodárenská soustava.